# سيمنز هيلثنيرز
سيمنز هيلثنيرز (بالألمانية: Siemens Healthineers AG) (المعروفة سابقًا باسم سيمنز هيلث كير وسيمنز ميديكال سولشنز وسيمنز ميديكال سيستمز) هي شركة ألمانية للأجهزة الطبية. سيمنز هيلثنيرز هي الشركة الأم للعديد من شركات التكنولوجيا الطبية ويقع مقرها الرئيسي في إرلنغن، ألمانيا. تؤرخ الشركة بداياتها المبكرة في عام 1847 إلى شركة عائلية صغيرة في برلين، شارك في تأسيسها فيرنر فون سيمنز. ترتبط سيمنز هيلثنيرز بشركة أكبر، وهي شركة سيمنز. تم اعتماد اسم سيمنز ميديكال سولشنز في عام 2001، وتم التغيير إلى سيمنز هيلث كير في عام 2008.
في عام 2015، تم تعيين بيرند مونتاغ رئيسًا تنفيذيًا دوليًا جديدًا للشركة.
في مايو 2016، تم تغيير اسم العمليات التجارية للشركة من "سيمنز هيلث كير شركة ألمانية ذات مسؤولية محدودة" إلى سيمنز هيلثنيرز.
على الصعيد الدولي، يبلغ عدد موظفي الشركات المملوكة لسيمنز هيلثنيرز 65 ألف موظف.

## تاريخ

### القرن التاسع عشر
بدأ تاريخ شركة سيمنز هيلثنيرز في برلين في منتصف القرن التاسع عشر كجزء مما يُعرف الآن باسم شركة سيمنز. تأسست شركة سيمنز وهالسي بواسطة فيرنر فون سيمنز و يوهان غورج هالسكي في 12 أكتوبر 1847. تشكلت الشركة عبر اختراع ابتكرته يسمى مؤشر التلغراف. استنادًا إلى التلغراف، استخدم الاختراع الجديد لفيرنر فون سيمنز إبرة للإشارة إلى تسلسل الأحرف، بدلاً من استخدام شفرة مورس. افتتحت الشركة أول ورشة عمل لها في 12 أكتوبر. في النهاية، ضمت الشركة الجديدة معدات كهربائية ومتخصصة في التكنولوجيا الطبية.
قبل ثلاث سنوات، في عام 1844، وضع فيرنر فون سيمنز أحد اختراعاته لاستخدامها في الأغراض الطبية لأول مرة، وذلك عبر استخدام الكهرباء لعلاج شقيقه فريدريش من آلام الأسنان. بعد التعاون مع هالسكي، تضمنت منتجات الشركة الجديدة المعدات الطبية الإلكترونية. في إرلنغن، وضع إرفين موريتز رينيجير حجر الأساس لشركة Reiniger, Gebbert & Schall المتخصصة في التكنولوجيا الطبية.
في عام 1896، بعد عام واحد فقط من اكتشاف فيلهلم كونراد رونتغن للأشعة السينية، أنتجت شركة سيمنز أول أنابيب أشعة سينية مصنعة صناعيًا للتشخيص الطبي.

### القرن العشرين
في أشافنبورغ بألمانيا، أسس رائد الأشعة السينية فريدريش ديساور شركته الخاصة، والتي برزت لاحقًا تحت اسم Veifa-Werke. حافظت الشركتان على علاقات وثيقة مع بعضهما البعض، واندمجت أخيرًا في عام 1932 لتشكيل شركة Siemens-Reiniger-Werke (SRW). سرعان ما أصبح يُنظر إلى الشركة على أنها أكبر شركة متخصصة في الطب الإلكتروني في العالم. في وقت لاحق، في عام 1933، أدخلت شركة سيمنز أنابيب الأنود الدوارة للأشعة السينية التي يمكنها تحمل أحمال كهربائية أكبر بكثير، مما وضع الأساس لتطوير أنابيب الأشعة السينية الحديثة.
بدعم من شركة سيمنز، بحث الطبيب السويدي Inge Edler، والفيزيائي السويدي كارل هيلموث هرتز، في فكرة استخدام تقنية الموجات فوق الصوتية لتحقيق تشخيصات أكثر دقة للقلب. في عام 1953، أصبحوا أول من استخدم تقنية الموجات فوق الصوتية لتخطيط صدى القلب. اليوم ، تعتبر عملية الموجات فوق الصوتية القوية هذه مكونًا قياسيًا في جميع فحوصات القلب والأوعية الدموية.
في عام 1958، طورت شركة تابعة لسيمنز أول منظم لضربات القلب تم زرعه في مريض قلب يعاني من حالة حرجة من قبل الجراح Åke Senning.
طور المهندس رالف سولدنر من شركة سيمنز أول وحدة تصوير بالموجات فوق الصوتية "في الوقت الفعلي" في العالم وهي Vidoson، في الستينيات. باستخدام هذه التقنية، يمكن للفنيين مشاهدة الحركات داخل الجسم على الشاشة مباشرة أثناء حدوثها، وهي ميزة أصبحت مهمة بشكل خاص في طب التوليد والأطفال.
أصدرت الشركة أول جهاز تصوير مقطعي محوسب باسم "Siretom"، وذلك في عام 1975، بعد عام واحد من عرض أول صورة مقطعية لرأس بشري في الاجتماع السنوي لجمعية الطب الإشعاعي لأمريكا الشمالية في شيكاغو. استغرق الفحص النموذجي أقل من ست دقائق. يتم فحص الجمجمة من اتجاهات مختلفة بواسطة أنبوب الأشعة السينية ووحدة الكشف، ويتم إنشاء صورة لتوزيع الامتصاص في الدماغ في الكمبيوتر.
تم طرح أول ماسح للتصوير بالرنين المغناطيسي، وهو نظام "MAGNETOM" من سيمنز، في السوق في عام 1983. بمساعدة المجالات المغناطيسية القوية، تنتج أجهزة التصوير بالرنين المغناطيسي صور مقطعية عالية الجودة دون تعريض المرضى للإشعاع. أظهرت الصور المقطعية الأنسجة والأعضاء بشكل أوضح من أي وقت مضى.
قدمت شركة سيمنز أول نظام أتمتة للمختبرات قائم على المسار - حل أتمتة ADVIA LabCell في عام 1998، مما يسمح بزيادة الكفاءة وتقليل التكاليف.
تستخدم أجهزة التصوير الخاصة بالشركة برنامج "syngo"، وهو برنامج لمعالجة الصور طورته الشركة في عام 1999. يوفر البرنامج واجهة مستخدم واحدة لعدد كبير من أنظمة التصوير، ودمج البيانات الفسيولوجية والتصويرية الخاصة بالمريض في تدفقات العمل السريرية.

### القرن الحادي والعشرين
كانت شركة سيمنز أول من جمع بين التصوير المقطعي بالإصدار البوزيتروني والتصوير المقطعي المحوسب. من خلال إنشاء نظام التصوير الهجين هذا، جمعت شركة سيمنز بين قدرة ماسح التصوير المقطعي بالإصدار البوزيتروني على تصور العمليات البيولوجية للحياة مع صورة تشريحية لأنظمة التصوير المقطعي المحوسب للأنسجة والأعضاء. عند القيام بذلك، يعطي نظام الدمج صورة أكثر تفصيلاً عن علم التشريح والوظيفة البيولوجية. صنفت مجلة تايم جهاز "بيوغراف"، أول ماسح ضوئي للتصوير المقطعي بالإصدار البوزيتروني التجاري في العالم، "ابتكار العام" في عام 2000.
بطريقة مماثلة، أطلقت شركة سيمنز "Biograph mMR" في عام 2010، وهو أول ماسح ضوئي يجمع بشكل كامل بين تقنيات التصوير بالرنين المغناطيسي والتصوير المقطعي بالإصدار البوزيتروني. مثل PET-CT، تجمع أنظمة PET-MR الهجينة بين تقنيات متعددة لتوفير صورة أفضل للجسم، مما يتيح تشخيصًا أفضل وخطط بحث وعلاج للمرضى. فهو يجمع بين الصور الدقيقة لأعضاء الجسم من التصوير بالرنين المغناطيسي ونشاط الخلايا الأيضية من التصوير المقطعي بالإصدار البوزيتروني.
في عام 2011، أوقفت شركة سيمنز إنتاج مسرعاتها الخطية لعلاج السرطان، مستشهدة بضغوط التكلفة وقرار التركيز على التصوير التشخيصي للسرطان.
في مايو 2016، قامت شركة سيمنز بإعادة تسمية قسم الرعاية الصحية من سيمنز هيلث كير إلى سيمنز هيلثنير. يعكس التغيير جزءًا من استراتيجية رؤية سيمنز إيه جي 2020 التي تم الإعلان عنها قبل عامين تقريبًا أن أعمال الرعاية الصحية الخاصة بها ستتم إدارتها بشكل منفصل كشركة داخل الشركة مع إعداد تنظيمي جديد. قدم الرئيس التنفيذي بيرند مونتاج الاسم جنبًا إلى جنب مع احتفال لروتين رقص لمدة خمس دقائق خارج مقر هيلثنيرز في إرلانجن. الروتين قوبل بالسخرية. ووصفته صحيفة فاينانشيال تايمز بأنه "رعب متلوى يرتدون الملابس المصنوعة من ألياف لدنة". أطلقت منافذ البيع المتعددة على الشعار الجديد مشابهًا لشعار شركة فيتبيت ووصفت إعادة تسمية العلامة التجارية بالفشل على نطاق واسع. أدى الاسم أيضًا إلى اعتقاد بعض الناس أنه مقال ساخر من ذي أنيون. اعترف مونتاج لاحقًا أن روتين الرقص كان خطأ.
في نوفمبر 2017، أعلنت الشركة عن نيتها أن تصبح مدرجة في بورصة فرانكفورت للأوراق المالية في مارس 2018. كان من المتوقع بيع حصة أقلية تصل إلى 25٪ في جزء من الاكتتاب العام الذي كان الأكبر في ألمانيا منذ اكتتاب شركة دويتشه تيليكوم في عام 1996. كان أول يوم للتداول هو 16 مارس 2018، مع بيع حصة بنسبة 15٪ بسعر أولي للسهم قدره 28.00 يورو.

## الأعمال الخيرية
دعمت شركة سيمنز هيلثنيرز العطاء الخيري في بلاد عديدة. دعمت الشركة برامج مثل المنح الدراسية لطلاب مختبر الجمعية الأمريكية لعلم الأمراض السريرية، وبرنامج PATH Ingenuity Fellows الإرشادي، وغيرها.
كما ساهمت الشركة في جهود الإغاثة من الكوارث. استجابةً لإعصار كاترينا في عام 2005، تبرعت شركة سيمنز هيلثينيرز بأجهزة مراقبة القلب ومعدات التصوير لمستشفيات منطقة هيوستن بينما قامت الشركة الأم، سيمنز، بمطابقة 100٪ من تبرعات الموظفين الأمريكيين لصندوق الإغاثة من الكوارث التابع للصليب الأحمر الأمريكي. بعد زلزال هاييتي 2010 تبرعت سيمنز هيلثنيرز بمعدات طبية لمساعدة العاملين في مجال الرعاية الصحية في جهودهم لمساعدة الضحايا. استجابت الشركة بالمثل في عام 2015 عندما ضرب زلزال بقوة 7.8 درجة دولة نيبال. قدمت شركة سيمنز هيلثنيرز لجهود الإغاثة آلة تصوير بالرنين المغناطيسي بالإضافة إلى الأموال التي تبرعت بها الشركة الأم سيمنز.

## عمليات الدمج والاستحواذ
في عام 2005، استحوذت شركة Siemens Medical Solutions USA. على CTI Molecular Imaging مقابل 1 مليار دولار (20.50 دولارًا للسهم الواحد) لدمجها في أعمال التصوير المتقدم.
في عام 2006، أعلنت الشركة أنها ستستحوذ على شركة Diagnostics Products Corporation مقابل 1.9 مليار دولار. تأسست الشركة في عام 1971، وأنتجت تشخيصًا مناعيًا وإمدادات لتشخيص الخصوبة واختبار الحساسية في المختبر، مع دمج الأعمال في قسم التشخيص المخبري بعد الصفقة. في نفس العام، أعلنت الشركة أنها ستستحوذ على قسم التشخيص في شركة باير مقابل 4.2 مليار يورو، مما يعزز عروض الأعمال في مجموعة من الخدمات للتشخيص في المختبر.
في نوفمبر 2007، أعلنت شركة سيمنز أنها ستوسع نطاق التشخيص المختبري، من خلال الاستحواذ على Dade Behring، منتج معدات المختبرات السريرية ومنتجات الاختبارات الكيميائية الروتينية، والتشخيص المناعي (بما في ذلك اختبار الأمراض المعدية)، واختبار الإرقاء، وعلم الأحياء الدقيقة.
في نوفمبر 2011، استحوذت الشركة على MobileMD، ثم قامت فيما بعد بتجريد الشركة في عام 2014 إلى Cerner مقابل 1.3 مليار دولار.
في سبتمبر 2012، أعلنت الشركة أنها ستستحوذ على Penrith، الشركة المصنعة لأنظمة التصوير بالموجات فوق الصوتية.
في مايو 2016، وسعت شركة سيمنز هيلثنيرز مجموعة التشخيصات الجزيئية الخاصة بها من خلال الاستحواذ على NEO New Oncology AG.
في نوفمبر 2016، استحوذت سيمنز هيلثنيرز على كونوركس تكنولوجي، وهي شركة في برلين مطورة لواجهات أجهزة نقاط الرعاية وحلول إدارة البيانات.
في أبريل 2017، توسعت شركة سيمنز هيلثنيرز لتشمل أنظمة المعلومات الإشعاعية من خلال الاستحواذ على Medicalis Corporation.
في عام 2019، أعلنت الشركة عن الاستحواذ على الشركة الناشئة Corindus المتخصصة في مجال الروبوتات الوعائية مقابل 1.1 مليار دولار.
في أغسطس 2020، أعلنت الشركة أنها ستستحوذ على شركة فاريان ميديكال سيستمز، مقابل 16.4 مليار دولار، وهو ما يمثل عودة إلى العلاج الإشعاعي بعد إيقاف المسرعات الخطية الخاصة بسيمنز في عام 2011. بعد الاندماج، ستستمر شركة فاريان في العمل كشركة مستقلة وستحتفظ بمقرها الرئيسي إلى جانب موظفيها البالغ عددهم عشر آلاف موظف.

## وصلات خارجية
- الموقع الرسمي لسيمنز هيلثنيرز